# Château de Wendgräben
Le château de Wendgräben (Schloß Wendgräben) est un château de Saxe-Anhalt construit en 1910 en style néomédiéval anglais. Il se trouve à cinq cents mètres au nord du petit village de Wendgräben rattaché à la municipalité de Möckern à l'est de la Saxe-Anhalt, dans la Fläming occidentale et à quatre kilomètres de Loburg.

## Historique

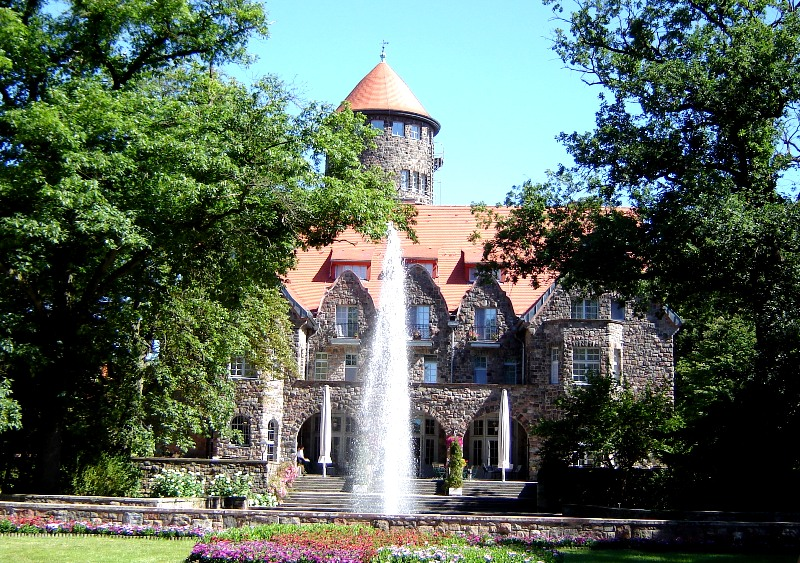
Le château vu du parc

Le château a été construit par Hermann Muthesius, fondateur du Deutscher Werkbund, pour Hans Waldemar von Wulffen (1864-1942), propriétaire et junker à Groß Lübars. Il descend d'une famille de la noblesse remontant au Xe siècle dans la région de Loburg et son père était un Oberleutnant de l'armée prussienne.
Le château se présente sous la forme d'un corps de bâtiment, recouvert d'une toiture de tuiles, en trois parties, le logis domanial, les communs et une tour ronde de 31m de haut. Les murs sont de granite issu du domaine de Groß Lübars. La façade sud est flanquée de deux petites ailes en avancée avec un large pignon chacune, limitant une grande terrasse en hauteur, elle-même soutenue par trois arcades. Les façades ouest et est sont identiques avec un oriel de trois étages. Celui de l'ouest surplombe une entrée à arcades surmonté d'un toit pointu. La façade nord est celle des services et des communs, et dépasse la façade ouest de quatre mètres. La tour est décalée au nord-est de l'ensemble. Elle est coiffée d'un toit conique et comprend sept étages. C'est la copie exacte du donjon roman du château de Loburg.
Le château est entouré d'un parc dessiné en 1911 par Walter von Engelhardt et son axe nord-sud commence par un pont de pierre menant au château.
Le château est réquisitionné par le Volkswohlfahrt (sécurité sociale du Troisième Reich) qui en fait une maternité. Les Wulffen sont expropriés de leurs domaines en 1945 et le château est transformé de 1947 à 1975 en internat, puis en école pour l'enfance en difficulté.
La Fondation Konrad Adenauer achète le château en 1991 et le restaure jusqu'en 1997. C'est depuis lors un centre de formation pour la fondation.